# ムニンツツジ
ムニンツツジ（無人躑躅、Rhododendron boninense）は、ツツジ科ツツジ属の一種。別名、オガサワラツツジ（小笠原躑躅）。日本固有種で、小笠原諸島父島のみに自生する。自生株は1株のみで絶滅が危惧されており、環境省が公表したレッドデータブックの絶滅危惧IA類（CR）で掲載されている。
1984年から東京大学大学院理学系研究科附属植物園が、東京都小笠原支庁（自然公園担当、小笠原亜熱帯農業センター等）や東京都農業試験場と協力して、保護増殖の取り組みを行っている。
2004年11月19日には、絶滅のおそれのある野生動植物の種の保存に関する法律に基づき、農林水産省と環境省により、保護増殖事業の計画が策定された。

## 自生地等
父島の小笠原国立公園内の山間部に生育している。土壌は、小笠原でよく見られる細粒赤色土である。土壌pHは6.2前後と、一般的なツツジ類の生育上限に近い値である。
- 注：小笠原の赤い土はラテライトではなく、細粒赤色土に分類される。ラテライトは、陽イオン交換容量が数cmol(+)・kg−1程度以下と非常に低いが、本土壌は陽イオン交換容量が20から40cmol(+)・kg−1程度ある。また、交換性石灰、交換性苦土が比較的多く、場所によってはpHが7に近いものもあるなどラテライトとは大きく性質が異なる。

## 特徴
樹高は、高いものでは2m以上になる。花期は4月下旬から5月中旬が主であるが、ほとんど1年中開花が見られる。白色の花をつける。果期は11月から12月頃。葉は広皮針形で長さ3.5〜6cm、やや革質。苗木のうちは特に乾燥に弱い。
小笠原には他のツツジ属の種は自生していない。奄美大島から沖縄にかけて分布するケラマツツジが最も近縁と言われている。

## 保全状況評価
- 絶滅危惧IA類 (CR)（環境省レッドリスト）

- 国内希少野生動植物種（種の保存法） - 2004年

自生地には空港の建設が計画されており、本種への影響が懸念されている。